# Preiskovalna komisija o preiskavi politične odgovornosti posameznih nosilcev javnih funkcij v izvršnih svetih občin in republike za razkroj gospodarskega sistema Iskre
Preiskovalna komisija o preiskavi politične odgovornosti posameznih nosilcev javnih funkcij v izvršnih svetih občin in republike za razkroj gospodarskega sistema Iskre je bila preiskovalna komisija, ki je delovala v mandatu prvega Državnega zbora Republike Slovenije.

## Sestava
- izvoljena: 26. maj 1994
- predsednik: Benjamin Henigman
- podpredsednik: Sašo Lap
- člani: Zmago Jelinčič, Andrej Lenarčič, Štefan Matuš, Miloš Pavlica, Vitodrag Pukl (do 1. marca 1995), Drago Šiftar (od 1. marca 1993)